# William Leighton Leitch
William Leighton Leitch (Glasgow, 1804. november 2. – St John's Wood, City of Westminster, London, 1883. április 25.) skót tájkép-, akvarellfestő és illusztrátor. 22 évig volt Viktória brit királynő udvari rajzmestere. Húsz évig a londoni Pall Mallben található Royal Institute of Painters in Water Colours alelnöke volt.

## Élete
Glasgow-ban született, egy katona fiaként, aki korábban tengerész volt. Hamarosan erős hajlam alakult ki benne a művészet iránt, és David Macnee-vel, a Skót Akadémia későbbi elnökével gyakorolt éjszakai rajzolást. Jó általános iskolai végzettsége után egy ügyvédi irodában kapott állást, később takácsként, majd Harbut úrnál, házfestő és lakberendező tanítványaként működött.
1824-ben díszletfestőként alkalmazták a glasgow-i Theatre Royalban, és feleségül vette Susannah Smellie-t, aki öt fiút és két lányt szült neki. A színház csődbe ment, két évet töltött a Mauchline-ban, tubákos dobozokat festve, majd Londonba költözött, ahol megismerkedett David Roberts és Clarkson Stanfield művészekkel, és díszletfestőként kapott állást a Queen's Theatre-ben (mára lebontották). a Charlotte Streeten. Néhány leckét kapott Copley Fieldingtől, és Mr. Anderden, egy tőzsdeügynök alkalmazta, hogy rajzokat készítsen egy éppen írt művéhez.

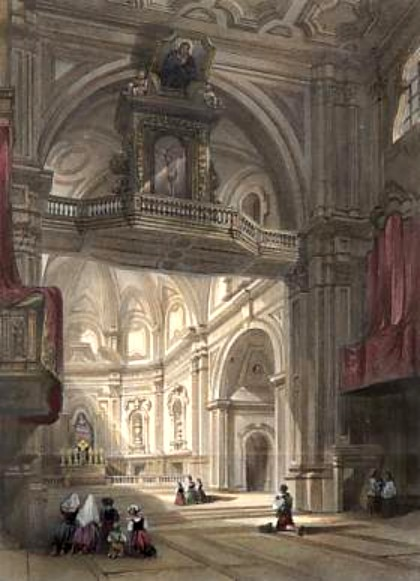
A Santa Maria del Carmine, Nápoly (1840)

Miután 1832-ben két rajzát kiállította a British Artists társaságban, 1833-ban a kontinensre utazott, Hollandián, Németországon és Svájcon át Olaszországba. Velencében megismerkedett és barátságot kötött Barabás Miklós festővel; 1834-ben turnéztak és festettek a Lago Maggiore régióban, és Leitch nagy hatással volt Barabás jövőbeli munkásságára. Négy év távollét után, amely alatt főleg tanításból tartotta fenn magát, meglátogatta Olaszország főbb városait, és számos vázlatot készített ott, majd Szicíliában, 1837 júliusában visszatért Londonba.
Most már szinte teljes egészében az akvarell oktatásának és munkának szentelte magát. Tanárként nagy sikereket ért el, és tanítványai között az arisztokrácia számos tagját számolhatta. Lady Canning mutatta be Viktória királynőnek, és 22 évre őfelsége és a királyi család rajzmestere lett. A walesi hercegnő volt az utolsó tanítványa.
Leitch 1841 és 1861 között alkalmanként kiállított a Királyi Akadémián, de 1862-ben az Institute of Paters in Watercolors (RI) tagjává választották. Ettől kezdve rendszeresen közreműködött kiállításain, de máshol nem állított ki. Az egyesület alelnökeként 20 évig dolgozott.
1883 áprilisában halt meg St John's Wood-i otthonában. Munkáinak posztumusz gyűjteményét a Piccadillyn, az Institute of Painters in Water Colours galériájában állították ki. Csak két gyermeke élte túl. Legidősebb fia, Richard Principal Leitch (1826–1882) szintén művész volt.

## Művei

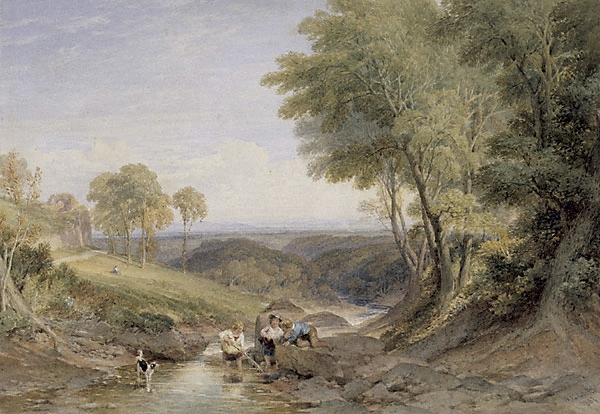
Tájkép (1867)

Leitch mestere volt művészetének, amely a természet és a nagy mesterek, különösen a fénykorában lévő William Turner mélyreható tanulmányozásán alapult. Alkotásait kecses kompozíciójuk, tiszta színviláguk és ragyogó atmoszférahatásuk jellemzi.
A rajzaiból készült metszetekkel illusztrált könyvek közé tartozik a Rev. Robert Walsh „Konstantinápoly és a török birodalom” (1838); George Newenham Wright „Rajna, Olaszország és Görögország” (1840), „A Földközi-tenger partjai és szigetei” (1841), William Brockedon „Italy” (1843), Sir TD Lauder „A skóciai királyi dinasztia emlékműve” című művei (1843) és John Parker Lawson „Skócia körvonalai” (1847–54) című műve. A halálakor birtokában lévő vázlatokat, amelyek között nagyon kevés kész rajz és olajkép szerepel, 1884 márciusában a Christie’sben eladták, és 9000 font sterling feletti összeget hoztak ki belőle.

## Fordítás
- Ez a szócikk részben vagy egészben  a   William Leighton Leitch című angol Wikipédia-szócikk ezen változatának fordításán alapul.  Az eredeti cikk szerkesztőit annak laptörténete sorolja fel. Ez a jelzés csupán a megfogalmazás eredetét és a szerzői jogokat jelzi, nem szolgál a cikkben szereplő információk forrásmegjelöléseként.

## További irodalom
- MacGeorge, Andrew. William Leighton Leitch tájfestő (London, Blackie, 1884)
- Tooley, Sarah A. Életek, nagyszerű és egyszerű (Walter Scott, 1887) pp. 237–246.